# Edenthorpe
Edenthorpe är en civil parish i Doncaster i Storbritannien. Den ligger i grevskapet South Yorkshire och riksdelen England, i den sydöstra delen av landet, 240 km norr om huvudstaden London.